# Liste der Kulturdenkmale in Kiel-Ravensberg
In der Liste der Kulturdenkmale in Kiel-Ravensberg sind alle Kulturdenkmale des Stadtteils Ravensberg der schleswig-holsteinischen Landeshauptstadt Kiel aufgelistet (Stand: 10. März 2025).
Die Bodendenkmale sind in der Liste der Bodendenkmale in Kiel aufgeführt.

## Legende
In den Spalten befinden sich folgende Informationen:
- Objekt-ID: die Nummer des Kulturdenkmales
- Lage: die Adresse des Kulturdenkmales und die geographischen Koordinaten. Kartenansicht, um Koordinaten zu setzen. In der Kartenansicht sind Kulturdenkmale ohne Koordinaten mit einem roten Marker dargestellt und können in der Karte gesetzt werden. Kulturdenkmale ohne Bild sind mit einem blauen Marker gekennzeichnet, Kulturdenkmale mit Bild mit einem grünen Marker.
- Offizielle Bezeichnung: Bezeichnung des Kulturdenkmales
- Beschreibung: die Beschreibung des Kulturdenkmales
- Bild: ein Bild des Kulturdenkmales

## Mehrheit von baulichen Anlagen
| Objekt-ID | Lage | Offizielle Bezeichnung                                         | Beschreibung | Bild            |
| --------- | --- | -------------------------------------------------------------- | --- | --------------- |
| 50168     | Franckestraße 5, 7, 9, 11, 13, 15, 17, 19 (54° 20′ 12″ N, 10° 7′ 47″ O)                                                                            | Mietwohnungshäuser Franckestraße 5-19                          | Franckestraße 5-19; um 1905; Bauensemble von acht vier- bis fünfgeschossigen Mietwohnungshäusern vornehmlich unter Kieler Dächern, historistische Fassaden in Putz- und Backstein gegliedert von Risaliten und Erkern, ornamentalem und figürlichem Putzdekor; Vorgartenzonen teilweise mit bauzeitlichen Einfriedungen - Begründung: geschichtlich, städtebaulich - Schutzumfang: Mietwohnungshäuser mit Vorgärten Franckestraße 5, 7, 9, 11 (mit Einfriedung), 13, 15 (mit Einfriedung), 17 (mit Einfriedung), 19 | BW              |
| 50116     | Grasweg 11, 15 (54° 20′ 2″ N, 10° 6′ 59″ O) | Wohnhäuser Grasweg 11, 15                                      | Wohnhäuser Grasweg; 1901; zwei zweigeschossige trauf- und giebelständige Putzbauten über Backsteinsockel mit Backsteinziergliederung, übergiebelte Risalite; Nr. 15 mit schmiedeeisernem Zaun - Begründung: geschichtlich, städtebaulich - Schutzumfang: Wohnhaus (Grasweg 11), Wohnhaus mit schmiedeeisernern Zaun (Grasweg 15) | BW              |
| 11535     | Gutenbergstraße 4, 6, 8, 10, 12, Knooper Weg 111 (54° 19′ 54″ N, 10° 7′ 37″ O)                                                                     | Wohn- und Geschäftshäuser Gutenbergstraße 4-12/Knooper Weg 111 | Wohn- und Geschäftshauszeile; 1900/01, Heinrich Müller u. J. Kohlscheen; Baugruppe von fünfgeschossigen Wohn- und Geschäftshäusern unter flachen Satteldächern, symmetrisch angelegte barockisierende Putzfassaden - Begründung: geschichtlich, städtebaulich - Schutzumfang: Wohn- und Geschäftshäuser Gutenbergstraße 4, 6, 8, 10, 12; Knooper Weg 111 | BW              |
| 35367     | Gutenbergstraße 54-60, Howaldstraße u.a., Howaldtstraße 1-5, 7, Klotzstraße 7-13, 8-12, 8-14, Maßmannstraße 2-6, 8-10 (54° 19′ 57″ N, 10° 7′ 9″ O) | Arbeiterwohnsiedlung "Stinkviertel"                            | Arbeiterwohnsiedlung „Stinkviertel“; 1900-04, Georg Pauly für den Kieler Bau- und Sparverein; zwei viergeschossige um Höfe gruppierte Wohnblockkarrees in dekorativem Wechsel aus Backstein und Putz, Blockecken und Eingangsachsen teilweise durch Risalite betont, Baudekor mit Masken, Mauerankern und vollplastischer Skulptur; Grünfläche zur Klotzstraße, Straßenräume, Steinpflasterungen und Gehwege im gesamten Viertel - Begründung: geschichtlich, künstlerisch, städtebaulich - Schutzumfang: Wohnblöcke Gutenbergstraße 54-60, Howaldtstraße 1-5, 7, Klotzstraße 7-13, 8-12 (mit Grünfläche), 14, Maßmannstraße 2-6, 8- 10, Straßenpflaster der Arbeiterwohnsiedlung "Stinkviertel" | Fotos hochladen |
| 49968     | Hansastraße 34, 36, 38 (54° 20′ 3″ N, 10° 7′ 34″ O)                                                                                                | Mietwohnungshäuser Hansastraße 34-38                           | Hansastraße 34-38; 1895; drei fünfgeschossige traufständige Mietwohnungshäuser unter flachen Satteldächern, die Fassaden in Putz- und Klinkerausführung mit Putzdekor in Renaissanceformen - Begründung: geschichtlich, städtebaulich - Schutzumfang: Mietwohnungshäuser Hansastraße 34, 36, 38 | BW              |
| 11597     | Hansastraße 64a, 66, 68 (54° 20′ 12″ N, 10° 7′ 38″ O)                                                                                              | Mietwohnungshausgruppe                                         | Mietwohnungshausgruppe; 1906-1911, Maurermeister J. Doose; fünfgeschossige, teils backsteinsichtige, teils verputzte Wohnhäuser, homogene Anlage in rhythmisierter, teils gespiegelter Fassadenstruktur - Begründung: geschichtlich, städtebaulich - Schutzumfang: Mietwohnungshäuser Hansastraße 64a, 66, 68 | BW              |
| 50167     | Holtenauer Straße 125, 127, 129, 131, 133, 135 (54° 20′ 23″ N, 10° 8′ 0″ O)                                                                        | Mietwohnungshäuser Holtenauer Straße 125-135                   | Holtenauer Straße 125-135; um 1905; sechs vier- bis fünfgeschossige traufständige Mietwohnungshäuser unter Kieler Dächern mit übergiebelten Risaliten und Erkern, reiche Putzfassaden mit Jugendstilornamentik - Begründung: geschichtlich, künstlerisch, städtebaulich - Schutzumfang: Mietwohnungshäuser Holtenauer Straße 125, 127, 129, 131 (mit Vorgarten, Einfriedung), 133, 135 | BW              |
| 50122     | Howaldtstraße 9-13, Krausstraße 19-21, Maßmannstraße 12-16 (54° 20′ 1″ N, 10° 7′ 12″ O)                                                            | Wohnblöcke Howaldtstraße/Krausstraße/Maßmannstraße             | Wohnblock Howaldtstraße/Krausstraße/Maßmannstraße; 1925–28; dreiflügelige Blockrandbebauung aus viergeschossigen Backsteinbauten unter Walmdächern, expressionistische Backsteindetails, teilweise Kunstkeramik - Begründung: geschichtlich, künstlerisch, städtebaulich - Schutzumfang: Wohnblöcke Howaldtstraße 9-13, Krausstraße 19-21, Maßmannstraße 12-16 | BW              |
| 49967     | Olshausenstraße 6, 8, 10 (54° 20′ 14″ N, 10° 7′ 52″ O)                                                                                             | Wohn- und Geschäftshäuser Olshausenstraße 6-10                 | Olshausenstraße 6-10; um 1900; drei vier- und fünfgeschossige traufständige Wohn- und Geschäftshäuser unter Kieler Dächern, zwei als Eckgebäude zur Von-der-Horst-Str. in Putz ausgebildet, eines mit Putz- und Backsteinfassade, Fassadengliederung durch Erker, Balkone und zurückhaltende Putzzier, Dachzonen mit Ziergiebeln - Begründung: geschichtlich, städtebaulich - Schutzumfang: Mietwohnungshaus (Olshausenstraße 6), Wohn- und Geschäftshäuser (Olshausenstraße 8, 10) | BW              |
| 50180     | Ravensberg 1, 3, 5, 7, Rankestraße 1 (54° 20′ 23″ N, 10° 7′ 40″ O)                                                                                 | Wohnhäuser Ravensberg 1-7/Rankestraße 1                        | Wohnhäuser Ravensberg/Rankestraße; um 1925; Gruppe von fünf kubischen Backsteinbauten unter ausgebauten Walmdächern bzw. Mansarddächern, eingeschossige Standerker, seitliche Eingangsvorbauten; Vorgartengrundstücke mit bauzeitlichen Einfriedungen - Begründung: geschichtlich, städtebaulich - Schutzumfang: Wohnhäuser mit Vorgarten und Einfriedung Rankestraße 1, Ravensberg 1, 3, 5, 7 | Fotos hochladen |
| 50154     | Westring 330, 332, 334, 336, 338, 340, Ahlmannstraße 17-19, Gutenbergstraße 28 (54° 19′ 59″ N, 10° 7′ 23″ O)                                       | Mietwohnungshäuser Westring/Gutenbergstraße/Ahlmannstraße      | Wohnblock Westring/Gutenbergstraße/Ahlmannstraße; um 1936, u.a. Jakob Berg; sechs traufständige dreigeschossige Backsteinzeilenbauten unter Satteldächern zwischen Kopfbauten zu Gutenbergstraße und Ahlmannstraße als Eckgebäude mit fünf Geschossen, Gliederung der Bauten durch Risalite, Erker und Backsteinornamentik - Begründung: geschichtlich, städtebaulich - Schutzumfang: Mietwohnungshäuser Ahlmannstraße 17-19, Westring 330, 332, 334, 336, 338, 340; Wohn- und Geschäftshaus (Gutenbergstraße 28) | BW              |
| 50155     | Westring 339, 341, Krausstraße 1-9, Schweffelstraße 26 (54° 20′ 1″ N, 10° 7′ 21″ O)                                                                | Mietwohnungshäuser Westring/Krausstraße/Schweffelstraße        | Wohnblock Westring/Krausstraße/Schweffelstraße; 1936/37, Detlef Seydel für die Kieler Wohnungsbaugesellschaft; dreigeschossiger traufständiger Zeilenbau unter Satteldach aus Backstein zwischen viergeschossigen Kopfbauten unter Walmdächern an Westring und Schweffelstraße, Fassaden durch Risalite, Erker und Backsteinrustizierungen belebt - Begründung: geschichtlich, städtebaulich - Schutzumfang: Mietwohnungshäuser Krausstraße 1-9, Schweffelstraße 26, Westring 339, 341 | BW              |

## Bauliche Anlagen und Gründenkmale
| Objekt-ID      | Lage                                                      | Offizielle Bezeichnung                                       | Beschreibung | Bild                             |
| -------------- | --------------------------------------------------------- | ------------------------------------------------------------ | --- | -------------------------------- |
| 10584          | Ahlmannstraße 15 (54° 19′ 59″ N, 10° 7′ 25″ O)            | Mietwohnungshaus                                             | Mietwohnungshaus; 1908, Hansen&Bruhns; fünfgeschossiger traufständiger Putzbau unter Kieler Dach, von Balkonen flankierter zentraler Kastenerker, Ziergiebel - Begründung: geschichtlich, städtebaulich - Schutzumfang: gesamtes Objekt - Denkmaltyp: Bauliche Anlage | BW                               |
| 26787          | Am Studentenhaus 4 + 8 (54° 20′ 17″ N, 10° 7′ 21″ O)      | Studentenhaus mit Studiobühne und Blumenkübeln               | Alteintragung (Aktualisierung vorgesehen) - Begründung: geschichtlich, wissenschaftlich, künstlerisch, städtebaulich - Schutzumfang: gesamtes Objekt - Denkmaltyp: Bauliche Anlage | Fotos hochladen                  |
| 26789 Wikidata | Christian-Albrechts-Platz 2 (54° 20′ 18″ N, 10° 7′ 26″ O) | Auditorium Maximum                                           | Alteintragung (Aktualisierung vorgesehen) - Begründung: Alteintragung (Aktualisierung vorgesehen) - Schutzumfang: Alteintragung (Aktualisierung vorgesehen) - Denkmaltyp: Bauliche Anlage | weitere Fotos \| Fotos hochladen |
| 26785          | Christian-Albrechts-Platz 3 (54° 20′ 18″ N, 10° 7′ 19″ O) | Hörsaalgebäude                                               | Alteintragung (Aktualisierung vorgesehen) - Begründung: Alteintragung (Aktualisierung vorgesehen) - Schutzumfang: Alteintragung (Aktualisierung vorgesehen) - Denkmaltyp: Bauliche Anlage | Fotos hochladen                  |
| 26786 Wikidata | Christian-Albrechts-Platz 4 (54° 20′ 20″ N, 10° 7′ 21″ O) | Verwaltungshochhaus                                          | Alteintragung (Aktualisierung vorgesehen) - Begründung: Alteintragung (Aktualisierung vorgesehen) - Schutzumfang: Alteintragung (Aktualisierung vorgesehen) - Denkmaltyp: Bauliche Anlage | weitere Fotos \| Fotos hochladen |
| 26795 Wikidata | Christian-Albrechts-Platz (54° 20′ 19″ N, 10° 7′ 25″ O)   | Außenanlagen des Campus-Geländes südlich der Olshausenstraße | Anlage der Christian-Albrechts-Universität zu Kiel; Alteintragung (Aktualisierung vorgesehen) - Begründung: geschichtlich, wissenschaftlich, städtebaulich - Schutzumfang: gesamtes Objekt - Denkmaltyp: Gründenkmal | Fotos hochladen                  |
| 48532          | Esmarchstraße (54° 20′ 29″ N, 10° 7′ 53″ O)               | Freiplastik „Blumenpflücker“                                 | Freiplastik „Blumenpflücker“; 1955, Alwin Blaue; Freiplastik aus Keramik, Gruppe von fünf blumenpflückenden Kindern - Begründung: geschichtlich, künstlerisch - Schutzumfang: gesamtes Objekt - Denkmaltyp: Bauliche Anlage | weitere Fotos \| Fotos hochladen |
| 3190 Wikidata  | Fichtestraße 18–30 (54° 20′ 37″ N, 10° 7′ 52″ O)          | Marinesiedlung                                               | Teil der Marinesiedlung; Alteintragung (Aktualisierung vorgesehen) - Begründung: Alteintragung (Aktualisierung vorgesehen) - Schutzumfang: Alteintragung (Aktualisierung vorgesehen) - Denkmaltyp: Bauliche Anlage | weitere Fotos \| Fotos hochladen |
| 3191 Wikidata  | Fichtestraße 23–33 (54° 20′ 36″ N, 10° 7′ 49″ O)          | Marinesiedlung                                               | Alteintragung (Aktualisierung vorgesehen) - Begründung: Alteintragung (Aktualisierung vorgesehen) - Schutzumfang: Alteintragung (Aktualisierung vorgesehen) - Denkmaltyp: Bauliche Anlage | weitere Fotos \| Fotos hochladen |
| 11517          | Franckestraße 6–8 (54° 20′ 13″ N, 10° 7′ 49″ O)           | Doppelhaus                                                   | Doppelhaus; 1907, Hans Rowedder; fünfgeschossiger, spiegelbildlich angelegter Backsteinbau, äußere Achsen betont durch geschossübergreifende Standerker unter Dreiecksgiebeln und Loggien - Begründung: geschichtlich, städtebaulich - Schutzumfang: gesamtes Äußeres - Denkmaltyp: Bauliche Anlage | BW                               |
| 39309          | Franckestraße 15 (54° 20′ 12″ N, 10° 7′ 45″ O)            | Mietwohnungshaus                                             | Mietwohnungshaus; um 1906; viergeschossiger Putzbau mit Mittelzwerchhaus und Erker, historisierende Putzgliederung und Ornamentik; Vorgarten mit Einfriedung - Begründung: geschichtlich, städtebaulich - Schutzumfang: Mietwohnungshaus, Vorgarten, Einfriedung - Denkmaltyp: Bauliche Anlage, Mehrheit von baulichen Anlagen: Mietwohnungshäuser Franckestraße 5-19 | BW                               |
| 11515          | Franckestraße 23 (54° 20′ 12″ N, 10° 7′ 40″ O)            | Mietwohnungshaus                                             | Mietwohnungshaus; 1905/06, Maurermeister J. Doose; fünfgeschossiger Putzbau unter Kieler Dach, übergiebelter, von Balkonen flankierter Mittelrisalit, Pilaster als Gliederungsmotiv - Begründung: geschichtlich, städtebaulich - Schutzumfang: gesamtes Objekt - Denkmaltyp: Bauliche Anlage | Fotos hochladen                  |
| 8155           | Gutenbergstraße 54–60 (54° 19′ 57″ N, 10° 7′ 9″ O)        | Wohnblock                                                    | Wohnblock der Arbeiterwohnsiedlung „Stinkviertel“; 1900-02, Georg Pauly für den Kieler Bau- und Sparverein; zwischen 1900 und 1904 errichtete Anlage aus viergeschossigen um zwei Höfe gruppierten Wohnblockkarrees in dekorativem Wechsel aus Backstein und Putz, Blockecken und Eingangsachsen teilweise durch Risalite betont, Baudekor mit Masken, Mauerankern und vollplastischer Skulptur - Begründung: geschichtlich, künstlerisch, städtebaulich - Schutzumfang: Wohnblock, - Denkmaltyp: Bauliche Anlage, Mehrheit von baulichen Anlagen: Arbeiterwohnsiedlung "Stinkviertel"                                     | Fotos hochladen                  |
| 11602          | Hansastraße 5 (54° 19′ 57″ N, 10° 7′ 30″ O)               | Mietwohnungshaus                                             | Mietwohnungshaus; 1930, Hans Schnittger; fünfgeschossiger Eckbau aus Backstein unter Walm- und Satteldach, Eckrisalit unter Walmdach, regelmäßige Rechteckfenster und Loggien - Begründung: geschichtlich, städtebaulich - Schutzumfang: gesamtes Objekt - Denkmaltyp: Bauliche Anlage | BW                               |
| 8651 Wikidata  | Hansastraße 25–27 (54° 20′ 6″ N, 10° 7′ 29″ O)            | Goethe-Schule                                                | Alteintragung (Aktualisierung vorgesehen) - Begründung: geschichtlich, künstlerisch, städtebaulich - Schutzumfang: gesamtes Objekt - Denkmaltyp: Bauliche Anlage | weitere Fotos \| Fotos hochladen |
| 11566          | Hansastraße 25–27 (54° 20′ 6″ N, 10° 7′ 32″ O)            | Turnhalle                                                    | Alteintragung (Aktualisierung vorgesehen) - Begründung: Alteintragung (Aktualisierung vorgesehen) - Schutzumfang: Alteintragung (Aktualisierung vorgesehen) - Denkmaltyp: Bauliche Anlage | Fotos hochladen                  |
| 8482           | Hansastraße 103 (54° 20′ 19″ N, 10° 7′ 39″ O)             | Offizierswohnhaus                                            | Alteintragung (Aktualisierung vorgesehen) - Begründung: künstlerisch, städtebaulich - Schutzumfang: gesamtes Objekt - Denkmaltyp: Bauliche Anlage | Fotos hochladen                  |
| 3200           | Hardenbergstraße 36 (54° 20′ 33″ N, 10° 7′ 50″ O)         | Marinesiedlung                                               | Alteintragung (Aktualisierung vorgesehen) - Begründung: Alteintragung (Aktualisierung vorgesehen) - Schutzumfang: Alteintragung (Aktualisierung vorgesehen) - Denkmaltyp: Bauliche Anlage | Fotos hochladen                  |
| 2625 Wikidata  | Hardenbergstraße 40–44 (54° 20′ 33″ N, 10° 7′ 49″ O)      | Marinesiedlung                                               | Alteintragung (Aktualisierung vorgesehen) - Begründung: geschichtlich, künstlerisch, städtebaulich - Schutzumfang: Alteintragung (Aktualisierung vorgesehen) - Denkmaltyp: Bauliche Anlage | weitere Fotos \| Fotos hochladen |
| 2681           | Holtenauer Straße 131 (54° 20′ 24″ N, 10° 8′ 0″ O)        | Mietwohnungshaus                                             | Mietwohnungshaus; um 1905–06, Bauunternehmer Emil Ebeling, Architekt Anton Gerhard; viergeschossiges traufständiges Mietwohnungshaus, reich ornamentierte Putzfassade mit Jugendstilornamentik - Begründung: geschichtlich, künstlerisch, städtebaulich - Schutzumfang: gesamtes Äußeres - Denkmaltyp: Bauliche Anlage | weitere Fotos \| Fotos hochladen |
| 11653          | Holtenauer Straße 139 (54° 20′ 26″ N, 10° 8′ 0″ O)        | Wohn- und Geschäftshaus                                      | Wohn- und Geschäftshaus; 1904, H. N. Popp; vier- bis fünfgeschossiges Eckgebäude in Putz und Backstein, reich gegliederte Fassade durch Erkerturm, Kastenerker und ornamentierte Putzzierfelder - Begründung: geschichtlich, städtebaulich - Schutzumfang: gesamtes Äußeres - Denkmaltyp: Bauliche Anlage | weitere Fotos \| Fotos hochladen |
| 11652          | Holtenauer Straße 157 (54° 20′ 31″ N, 10° 7′ 59″ O)       | Wohnhaus                                                     | Wohnhaus; 1894, Zimmermeister H. Pries; eingeschossiger traufständiger Putzbau mit giebelständigem zweigeschossigen Risalit, Fenster in Putzrahmungen, teilweise mit Ädikulaverdachungen; Eiseneinfriedung - Begründung: geschichtlich, städtebaulich - Schutzumfang: Wohnhaus, Einfriedung - Denkmaltyp: Bauliche Anlage | Fotos hochladen                  |
| 11650          | Holtenauer Straße 165 (54° 20′ 34″ N, 10° 7′ 59″ O)       | Wohnhaus                                                     | Wohnhaus; 1897 von Wilhelm Bustorf, Umbau 1927 Karl Brammer; dreigeschossiger kubischer Bau unter Flachdach, zweigeschossiger Standerker mit Altan, expressionistische Backsteinzier; Vorgarten mit Einfriedung - Begründung: geschichtlich, städtebaulich - Schutzumfang: Wohnhaus, Einfriedung, Vorgarten - Denkmaltyp: Bauliche Anlage | weitere Fotos \| Fotos hochladen |
| 11647          | Holtenauer Straße 177 (54° 20′ 38″ N, 10° 7′ 58″ O)       | Mietwohnungshaus                                             | Mietwohnungshaus; 1902/03, Wilhelm Bustorf; fünfgeschossiger Backsteinbau unter ausgebautem Kieler Dach, Mittelachse mit zwei Polygonalerkern überfangen von Schweifgiebel, Außenachsen mit Balkonen - Begründung: geschichtlich, städtebaulich - Schutzumfang: gesamtes Objekt - Denkmaltyp: Bauliche Anlage | Fotos hochladen                  |
| 9945           | Howaldtstraße 1–5 (54° 19′ 58″ N, 10° 7′ 11″ O)           | Wohnblock                                                    | AWohnblock der Arbeiterwohnsiedlung „Stinkviertel“; 1900-02, Georg Pauly für den Kieler Bau- und Sparverein; zwischen 1900 und 1904 errichtete Anlage aus viergeschossigen um zwei Höfe gruppierten Wohnblockkarrees in dekorativem Wechsel aus Backstein und Putz, Blockecken und Eingangsachsen teilweise durch Risalite betont, Baudekor mit Masken, Mauerankern und vollplastischer Skulptur - Begründung: geschichtlich, künstlerisch, städtebaulich - Schutzumfang: Wohnblock, - Denkmaltyp: Bauliche Anlage, Mehrheit von baulichen Anlagen: Arbeiterwohnsiedlung "Stinkviertel"                                    | Fotos hochladen                  |
| 11845          | Howaldtstraße 7 (54° 20′ 0″ N, 10° 7′ 12″ O)              | Wohnblock                                                    | Wohnblock der Arbeiterwohnsiedlung „Stinkviertel“; 1902-04, Georg Pauly für den Kieler Bau- und Sparverein; zwischen 1900 und 1904 errichtete Anlage aus viergeschossigen um zwei Höfe gruppierten Wohnblockkarrees in dekorativem Wechsel aus Backstein und Putz, Blockecken und Eingangsachsen teilweise durch Risalite betont, Baudekor mit Masken, Mauerankern und vollplastischer Skulptur - Begründung: geschichtlich, künstlerisch, städtebaulich - Schutzumfang: Wohnblock, - Denkmaltyp: Bauliche Anlage, Mehrheit von baulichen Anlagen: Arbeiterwohnsiedlung "Stinkviertel"                                     | BW                               |
| 3206           | Howaldtstraße 9–13 (54° 20′ 1″ N, 10° 7′ 12″ O)           | Wohnblock                                                    | Wohnblock; 1925, Städtisches Hochbauamt/Heimstätte Schleswig-Holstein; viergeschossiger Backsteinbau unter Walmdach, Mittelachsen der Hausabschnitte durch Terrakottamedaillons und Mittelportale der Kieler Kunstkeramik bestimmt - Begründung: geschichtlich, künstlerisch, städtebaulich - Schutzumfang: gesamtes Objekt - Denkmaltyp: Bauliche Anlage, Mehrheit von baulichen Anlagen: Wohnblöcke Howaldtstraße/Krausstraße/Maßmannstraße | BW                               |
| 26782          | Johanna-Mestorf-Straße 2–6 (54° 20′ 21″ N, 10° 7′ 26″ O)  | Universitätsgebäude (ehem. ELAC)                             | Alteintragung (Aktualisierung vorgesehen) - Begründung: - Schutzumfang: Alteintragung (Aktualisierung vorgesehen) - Denkmaltyp: Bauliche Anlage | Fotos hochladen                  |
| 2004           | Kleiststraße 37 (54° 20′ 39″ N, 10° 7′ 56″ O)             | Marinesiedlung                                               | Alteintragung (Aktualisierung vorgesehen) - Begründung: geschichtlich, künstlerisch, städtebaulich - Schutzumfang: Alteintragung (Aktualisierung vorgesehen) - Denkmaltyp: Bauliche Anlage | Fotos hochladen                  |
| 2624           | Kleiststraße 39–41 (54° 20′ 39″ N, 10° 7′ 52″ O)          | Marinesiedlung                                               | Alteintragung (Aktualisierung vorgesehen) - Begründung: geschichtlich, künstlerisch, städtebaulich - Schutzumfang: Alteintragung (Aktualisierung vorgesehen) - Denkmaltyp: Bauliche Anlage | Fotos hochladen                  |
| 3221 Wikidata  | Kleiststraße 43–47 (54° 20′ 39″ N, 10° 7′ 48″ O)          | Marinesiedlung                                               | Alteintragung (Aktualisierung vorgesehen) - Begründung: - Schutzumfang: Alteintragung (Aktualisierung vorgesehen) - Denkmaltyp: Bauliche Anlage | weitere Fotos \| Fotos hochladen |
| 9946           | Klotzstraße 7–13 (54° 19′ 59″ N, 10° 7′ 10″ O)            | Wohnblock                                                    | Wohnblock der Arbeiterwohnsiedlung „Stinkviertel“; 1900-02, Georg Pauly für den Kieler Bau- und Sparverein; zwischen 1900 und 1904 errichtete Anlage aus viergeschossigen um zwei Höfe gruppierten Wohnblockkarrees in dekorativem Wechsel aus Backstein und Putz, Blockecken und Eingangsachsen teilweise durch Risalite betont, Baudekor mit Masken, Mauerankern und vollplastischer Skulptur - Begründung: geschichtlich, künstlerisch, städtebaulich - Schutzumfang: Wohnblock, - Denkmaltyp: Bauliche Anlage, Mehrheit von baulichen Anlagen: Arbeiterwohnsiedlung "Stinkviertel"                                     | Fotos hochladen                  |
| 11847          | Klotzstraße 8-12 (54° 20′ 0″ N, 10° 7′ 11″ O)             | Wohnblock                                                    | Wohnblock der Arbeiterwohnsiedlung „Stinkviertel“; 1902-04, Georg Pauly für den Kieler Bau- und Sparverein; zwischen 1900 und 1904 errichtete Anlage aus viergeschossigen um zwei Höfe gruppierten Wohnblockkarrees in dekorativem Wechsel aus Backstein und Putz, Blockecken und Eingangsachsen teilweise durch Risalite betont, Baudekor mit Masken, Mauerankern und vollplastischer Skulptur; vorgelagerte Grünfläche - Begründung: geschichtlich, künstlerisch, städtebaulich - Schutzumfang: Wohnblock, Grünfläche - Denkmaltyp: Bauliche Anlage, Mehrheit von baulichen Anlagen: Arbeiterwohnsiedlung "Stinkviertel" | BW                               |
| 50152          | Klotzstraße 14 (54° 20′ 0″ N, 10° 7′ 10″ O)               | Wohnblock                                                    | Wohnblock der Arbeiterwohnsiedlung „Stinkviertel“; 1902-04, Georg Pauly für den Kieler Bau- und Sparverein; zwischen 1900 und 1904 errichtete Anlage aus viergeschossigen um zwei Höfe gruppierten Wohnblockkarrees in dekorativem Wechsel aus Backstein und Putz, Blockecken und Eingangsachsen teilweise durch Risalite betont, Baudekor mit Masken, Mauerankern und vollplastischer Skulptur - Begründung: geschichtlich, künstlerisch, städtebaulich - Schutzumfang: Wohnblock, - Denkmaltyp: Bauliche Anlage, Mehrheit von baulichen Anlagen: Arbeiterwohnsiedlung "Stinkviertel"                                     | BW                               |
| 11839          | Knooper Weg 161 (54° 20′ 10″ N, 10° 7′ 50″ O)             | Mietwohnungshaus                                             | Mietwohnungshaus; 1912/13, Bauunternehmer Joh. Duwe, Entwurf Ernst Prinz; fünfgeschossiger traufständiger Putzbau unter ausgebautem Satteldach, symmetrische Fassade mit Nutungen und Säulendekor - Begründung: geschichtlich, künstlerisch, städtebaulich - Schutzumfang: gesamtes Objekt - Denkmaltyp: Bauliche Anlage | BW                               |
| 26791          | Ludewig-Meyn-Straße 6 (54° 20′ 16″ N, 10° 7′ 15″ O)       | Hörsaalgebäude des Mathematischen Seminars                   | Alteintragung (Aktualisierung vorgesehen) - Begründung: Alteintragung (Aktualisierung vorgesehen) - Schutzumfang: Alteintragung (Aktualisierung vorgesehen) - Denkmaltyp: Bauliche Anlage | Fotos hochladen                  |
| 27648          | Ludewig-Meyn-Straße 10 (54° 20′ 12″ N, 10° 7′ 16″ O)      | Treppenhaus des Instituts für Mineralogie und Geologie       | Alteintragung (Aktualisierung vorgesehen) - Begründung: geschichtlich, künstlerisch - Schutzumfang: Alteintragung (Aktualisierung vorgesehen) - Denkmaltyp: Bauliche Anlage | Fotos hochladen                  |
| 26792          | Ludewig-Meyn-Straße 12 (54° 20′ 13″ N, 10° 7′ 14″ O)      | Pavillon mit Hörsaal und Museum für Mineralogie und Geologie | Alteintragung (Aktualisierung vorgesehen) - Begründung: Alteintragung (Aktualisierung vorgesehen) - Schutzumfang: Alteintragung (Aktualisierung vorgesehen) - Denkmaltyp: Bauliche Anlage | Fotos hochladen                  |
| 9944           | Maßmannstraße 2–6 (54° 19′ 58″ N, 10° 7′ 9″ O)            | Wohnblock                                                    | Wohnblock der Arbeiterwohnsiedlung „Stinkviertel“; 1900-02 Georg Pauly für den Kieler Bau- und Sparverein; zwei viergeschossige um Höfe gruppierte Wohnblöcke in dekorativem Wechsel aus Backstein und Putz, Blockecken und Eingangsachsen teilweise durch Risalite betont, Baudekor mit Masken, Mauerankern und vollplastischer Skulptur - Begründung: geschichtlich, künstlerisch, städtebaulich - Schutzumfang: Wohnblock, - Denkmaltyp: Bauliche Anlage, Mehrheit von baulichen Anlagen: Arbeiterwohnsiedlung "Stinkviertel"                                                                                           | Fotos hochladen                  |
| 11846          | Maßmannstraße 8–10 (54° 20′ 0″ N, 10° 7′ 10″ O)           | Wohnblock 8–10                                               | Wohnblock der Arbeiterwohnsiedlung „Stinkviertel“; 1902-04, Georg Pauly für den Kieler Bau- und Sparverein; zwischen 1900 und 1904 errichtete Anlage aus viergeschossigen um zwei Höfe gruppierten Wohnblockkarrees in dekorativem Wechsel aus Backstein und Putz, Blockecken und Eingangsachsen teilweise durch Risalite betont, Baudekor mit Masken, Mauerankern und vollplastischer Skulptur - Begründung: geschichtlich, künstlerisch, städtebaulich - Schutzumfang: Wohnblock, Denkmaltyp: Bauliche Anlage, Mehrheit von baulichen Anlagen: Arbeiterwohnsiedlung "Stinkviertel"                                       | BW                               |
| 29338          | Max-Eyth-Straße 15 (54° 20′ 28″ N, 10° 7′ 10″ O)          | Radio-Sternwarte                                             | Radio-Sternwarte; 1952/53 für das Institut für Theoretische Physik der Christian-Albrechts-Universität errichtet, spätestens 1959 mit heutiger Parabolantenne ausgestattet; zwölfeckiger Kernbau aus Backstein mit blechgedecktem Kegeldach, darauf der Parabolspiegel der Antenne schwenkbar montiert, nach Süden eingeschossiger, halbrunder Eingangsvorbau unter auskragendem Flachdach - Begründung: geschichtlich, wissenschaftlich, städtebaulich, technisch - Schutzumfang: Radio-Sternwarte, - Denkmaltyp: Bauliche Anlage                                                                                         | Fotos hochladen                  |
| 3275 Wikidata  | Niebuhrstraße 5 (54° 20′ 28″ N, 10° 7′ 44″ O)             | Wasserturm                                                   | Alteintragung (Aktualisierung vorgesehen) - Begründung: Alteintragung (Aktualisierung vorgesehen) - Schutzumfang: Alteintragung (Aktualisierung vorgesehen) - Denkmaltyp: Bauliche Anlage | weitere Fotos \| Fotos hochladen |
| 2638           | Niebuhrstraße 42–44 (54° 20′ 33″ N, 10° 7′ 46″ O)         | Marinesiedlung                                               | Alteintragung (Aktualisierung vorgesehen) - Begründung: geschichtlich, künstlerisch, städtebaulich - Schutzumfang: Alteintragung (Aktualisierung vorgesehen) - Denkmaltyp: Bauliche Anlage | Fotos hochladen                  |
| 2639           | Niebuhrstraße 43–45 (54° 20′ 33″ N, 10° 7′ 45″ O)         | Marinesiedlung                                               | Alteintragung (Aktualisierung vorgesehen) - Begründung: geschichtlich, künstlerisch, städtebaulich - Schutzumfang: Alteintragung (Aktualisierung vorgesehen) - Denkmaltyp: Bauliche Anlage | Fotos hochladen                  |
| 10553          | Niebuhrstraße 46–48 (54° 20′ 34″ N, 10° 7′ 46″ O)         | Marinesiedlung                                               | Alteintragung (Aktualisierung vorgesehen) - Begründung: geschichtlich, künstlerisch, städtebaulich - Schutzumfang: Alteintragung (Aktualisierung vorgesehen) - Denkmaltyp: Bauliche Anlage | Fotos hochladen                  |
| 2640 Wikidata  | Niebuhrstraße 47–49 (54° 20′ 34″ N, 10° 7′ 45″ O)         | Marinesiedlung                                               | Alteintragung (Aktualisierung vorgesehen) - Begründung: geschichtlich, künstlerisch, städtebaulich - Schutzumfang: Alteintragung (Aktualisierung vorgesehen) - Denkmaltyp: Bauliche Anlage | weitere Fotos \| Fotos hochladen |
| 3242           | Niebuhrstraße 50–54 (54° 20′ 36″ N, 10° 7′ 46″ O)         | Marinesiedlung                                               | Alteintragung (Aktualisierung vorgesehen) - Begründung: Alteintragung (Aktualisierung vorgesehen) - Schutzumfang: Alteintragung (Aktualisierung vorgesehen) - Denkmaltyp: Bauliche Anlage | Fotos hochladen                  |
| 2641           | Niebuhrstraße 51–53 (54° 20′ 36″ N, 10° 7′ 45″ O)         | Marinesiedlung                                               | Alteintragung (Aktualisierung vorgesehen) - Begründung: geschichtlich, künstlerisch, städtebaulich - Schutzumfang: Alteintragung (Aktualisierung vorgesehen) - Denkmaltyp: Bauliche Anlage | Fotos hochladen                  |
| 2642           | Niebuhrstraße 55–57 (54° 20′ 37″ N, 10° 7′ 45″ O)         | Marinesiedlung                                               | Alteintragung (Aktualisierung vorgesehen) - Begründung: geschichtlich, künstlerisch, städtebaulich - Schutzumfang: Alteintragung (Aktualisierung vorgesehen) - Denkmaltyp: Bauliche Anlage | Fotos hochladen                  |
| 11944          | Niebuhrstraße 56–58 (54° 20′ 38″ N, 10° 7′ 47″ O)         | Marinesiedlung                                               | Alteintragung (Aktualisierung vorgesehen) - Begründung: Alteintragung (Aktualisierung vorgesehen) - Schutzumfang: Alteintragung (Aktualisierung vorgesehen) - Denkmaltyp: Bauliche Anlage | Fotos hochladen                  |
| 2643           | Niebuhrstraße 59–61 (54° 20′ 39″ N, 10° 7′ 45″ O)         | Marinesiedlung                                               | Alteintragung (Aktualisierung vorgesehen) - Begründung: geschichtlich, künstlerisch, städtebaulich - Schutzumfang: Alteintragung (Aktualisierung vorgesehen) - Denkmaltyp: Bauliche Anlage | Fotos hochladen                  |
| 11989          | Olshausenstraße 1 (54° 20′ 13″ N, 10° 7′ 50″ O)           | Wohn- und Geschäftshaus                                      | Wohn- und Geschäftshaus; 1903/04, Hans Rowedder; fünfgeschossiger dreiteiliger Putzbau unter Kieler Dach, Hauptfassade zum Knooper Weg mit übergiebeltem Mittelrisalit, Erker und Balkonen, flankiert von Eckerkertürmen, neobarocke Putzzierornamente - Begründung: geschichtlich, künstlerisch, städtebaulich - Schutzumfang: gesamtes Objekt - Denkmaltyp: Bauliche Anlage | Fotos hochladen                  |
| 11990          | Olshausenstraße 40 (54° 20′ 21″ N, 10° 7′ 29″ O)          | Universitätsgebäude (ehem. ELAC)                             | Alteintragung (Aktualisierung vorgesehen) - Begründung: geschichtlich, künstlerisch - Schutzumfang: Alteintragung (Aktualisierung vorgesehen) - Denkmaltyp: Bauliche Anlage | Fotos hochladen                  |
| 26799          | Olshausenstraße 70–74 (54° 20′ 37″ N, 10° 6′ 46″ O)       | Sportforum-Gebäude                                           | Alteintragung (Aktualisierung vorgesehen) - Begründung: Alteintragung (Aktualisierung vorgesehen) - Schutzumfang: Alteintragung (Aktualisierung vorgesehen) - Denkmaltyp: Bauliche Anlage | Fotos hochladen                  |
| 26800          | Olshausenstraße 70–74 (54° 20′ 35″ N, 10° 6′ 54″ O)       | Stadion mit Tribünenanlage                                   | Alteintragung (Aktualisierung vorgesehen) - Begründung: Alteintragung (Aktualisierung vorgesehen) - Schutzumfang: Alteintragung (Aktualisierung vorgesehen) - Denkmaltyp: Bauliche Anlage | Fotos hochladen                  |
| 26801          | Olshausenstraße 70–74 (54° 20′ 37″ N, 10° 6′ 55″ O)       | Sportplätze                                                  | Alteintragung (Aktualisierung vorgesehen) - Begründung: Alteintragung (Aktualisierung vorgesehen) - Schutzumfang: Alteintragung (Aktualisierung vorgesehen) - Denkmaltyp: Bauliche Anlage | Fotos hochladen                  |
| 26802          | Olshausenstraße 70–74 (54° 20′ 37″ N, 10° 6′ 51″ O)       | Außenanlagen                                                 | Alteintragung (Aktualisierung vorgesehen) - Begründung: geschichtlich, künstlerisch, städtebaulich - Schutzumfang: gesamtes Objekt - Denkmaltyp: Gründenkmal | Fotos hochladen                  |
| 26784          | Otto-Hahn-Platz 8 (54° 20′ 23″ N, 10° 7′ 19″ O)           | Universitätsgebäude (ehem. ELAC)                             | Alteintragung (Aktualisierung vorgesehen) - Begründung: - Schutzumfang: Alteintragung (Aktualisierung vorgesehen) - Denkmaltyp: Bauliche Anlage | Fotos hochladen                  |
| 3248           | Rankestraße 2 (54° 20′ 27″ N, 10° 7′ 40″ O)               | Berufliche Schule am Ravensberg                              | Alteintragung (Aktualisierung vorgesehen) - Begründung: geschichtlich, künstlerisch, städtebaulich - Schutzumfang: gesamtes Objekt - Denkmaltyp: Bauliche Anlage | weitere Fotos \| Fotos hochladen |
| 26783          | Rudolf-Höber-Straße 1–2 (54° 20′ 23″ N, 10° 7′ 23″ O)     | Universitätsgebäude (ehem. ELAC)                             | Alteintragung (Aktualisierung vorgesehen) - Begründung: Alteintragung (Aktualisierung vorgesehen) - Schutzumfang: Alteintragung (Aktualisierung vorgesehen) - Denkmaltyp: Bauliche Anlage | Fotos hochladen                  |
| 2628           | Schillstraße 9 (54° 20′ 35″ N, 10° 7′ 54″ O)              | Marinesiedlung                                               | Alteintragung (Aktualisierung vorgesehen) - Begründung: geschichtlich, künstlerisch, städtebaulich - Schutzumfang: Alteintragung (Aktualisierung vorgesehen) - Denkmaltyp: Bauliche Anlage | Fotos hochladen                  |
| 2627           | Schillstraße 11–17 (54° 20′ 36″ N, 10° 7′ 54″ O)          | Marinesiedlung                                               | Alteintragung (Aktualisierung vorgesehen) - Begründung: geschichtlich, künstlerisch, städtebaulich - Schutzumfang: Alteintragung (Aktualisierung vorgesehen) - Denkmaltyp: Bauliche Anlage | Fotos hochladen                  |
| 2644           | Schillstraße 12–18 (54° 20′ 36″ N, 10° 7′ 56″ O)          | Marinesiedlung                                               | Alteintragung (Aktualisierung vorgesehen) - Begründung: geschichtlich, künstlerisch, städtebaulich - Schutzumfang: Alteintragung (Aktualisierung vorgesehen) - Denkmaltyp: Bauliche Anlage | Fotos hochladen                  |
| 2626           | Schillstraße 19–21 (54° 20′ 38″ N, 10° 7′ 54″ O)          | Marinesiedlung                                               | Alteintragung (Aktualisierung vorgesehen) - Begründung: geschichtlich, künstlerisch, städtebaulich - Schutzumfang: Alteintragung (Aktualisierung vorgesehen) - Denkmaltyp: Bauliche Anlage | Fotos hochladen                  |
| 2645           | Schillstraße 20–24 (54° 20′ 38″ N, 10° 7′ 56″ O)          | Marinesiedlung                                               | Alteintragung (Aktualisierung vorgesehen) - Begründung: geschichtlich, künstlerisch, städtebaulich - Schutzumfang: Alteintragung (Aktualisierung vorgesehen) - Denkmaltyp: Bauliche Anlage | Fotos hochladen                  |
| 24016 Wikidata | Westring 385–387a (54° 20′ 15″ N, 10° 7′ 25″ O)           | Universitätskirche mit Sakristeianbau                        | Alteintragung (Aktualisierung vorgesehen) - Begründung: geschichtlich, künstlerisch, städtebaulich - Schutzumfang: Universitätskirche mit Sakristeianbau, Glockenturm - Denkmaltyp: Bauliche Anlage | weitere Fotos \| Fotos hochladen |
| 26619          | Westring 385–425 (54° 20′ 18″ N, 10° 7′ 23″ O)            | Uni-Campus Westring                                          | Alteintragung (Aktualisierung vorgesehen) - Begründung: geschichtlich, künstlerisch, städtebaulich - Schutzumfang: Alteintragung (Aktualisierung vorgesehen) - Denkmaltyp: Bauliche Anlage | Fotos hochladen                  |
| 26796          | Westring 385–425 (54° 20′ 18″ N, 10° 7′ 28″ O)            | „Kunst am Bau“ im Campus-Gelände                             | Alteintragung (Aktualisierung vorgesehen) - Begründung: Alteintragung (Aktualisierung vorgesehen) - Schutzumfang: Alteintragung (Aktualisierung vorgesehen) - Denkmaltyp: Bauliche Anlage | Fotos hochladen                  |
| 26790          | Westring 389–399 (54° 20′ 17″ N, 10° 7′ 27″ O)            | Ladenzeile                                                   | Alteintragung (Aktualisierung vorgesehen) - Begründung: Alteintragung (Aktualisierung vorgesehen) - Schutzumfang: Alteintragung (Aktualisierung vorgesehen) - Denkmaltyp: Bauliche Anlage | Fotos hochladen                  |
| 12655          | Westring 400 (54° 20′ 18″ N, 10° 7′ 32″ O)                | ehem. Universitätsbibliothek                                 | Das Gebäude der Universitätsbibliothek Kiel wurde 1966 errichtet. 2001 wurde ein Neubau an der Leibnizstraße in Betrieb genommen; seitdem befindet sich in dem Gebäude am Westring nur noch ein Teil des Magazinbestandes, außerdem wird es als Seminar- und Bürogebäude genutzt. Alteintragung (Aktualisierung vorgesehen) - Begründung: geschichtlich, künstlerisch, städtebaulich - Schutzumfang: Alteintragung (Aktualisierung vorgesehen) - Denkmaltyp: Bauliche Anlage | weitere Fotos \| Fotos hochladen |
| 8516           | Westring 425 (54° 20′ 25″ N, 10° 7′ 32″ O)                | Universitätsgebäude (ehem. ELAC-Verwaltung)                  | Alteintragung (Aktualisierung vorgesehen) - Begründung: geschichtlich, künstlerisch - Schutzumfang: Alteintragung (Aktualisierung vorgesehen) - Denkmaltyp: Bauliche Anlage | Fotos hochladen                  |

## Quelle
- Liste der Kulturdenkmale in Schleswig-Holstein – Landeshauptstadt Kiel (PDF)

- Karte mit allen Koordinaten:
- OSM |
- WikiMap